# Ciclismo nos Jogos Pan-Americanos de 2007 - Velocidade individual feminino
A prova de velocidade individual feminino foi um dos eventos do ciclismo de pista nos Jogos Pan-Americanos de 2007, no Rio de Janeiro. Foi disputada no Velódromo da Barra entre os dias 16 e 18 de julho com 6 ciclistas de 5 países.

## Medalhistas
| Ouro   | COL Diana García    |
| Prata  | CUB Lisandra Guerra |
| Bronze | CUB Arianna Herrera |

## Recordes
Recordes mundial e pan-americano antes da disputa dos Jogos Pan-Americanos de 2007.
| Tipo                             | Atleta            | Tempo    | Local    | Data                |
| -------------------------------- | ----------------- | -------- | -------- | ------------------- |
|                                  | Olga Slioussareva | 10,831 s | Moscou   | 25 de abril de 1993 |
| Recorde dos Jogos Pan-Americanos | Tanya Dubnicoff   | 11,153 s | Winnipeg | 28 de julho de 1999 |

## Resultados

### Classificatória
| Pos. | Ciclista         | CON           | Tempo    | Velocidade  | Qual. |
| ---- | ---------------- | ------------- | -------- | ----------- | ----- |
| 1    | Lisandra Guerra  | CUB Cuba      | 11.624 s | 61.940 km/h | Q     |
| 2    | Diana García     | COL Colômbia  | 12.057 s | 59.716 km/h | Q     |
| 3    | Arianna Herrera  | CUB Cuba      | 12.322 s | 58.432 km/h | Q     |
| 4    | Angie González   | VEN Venezuela | 12.707 s | 56.661 km/h | Q     |
| 5    | Cristina Greve   | ARG Argentina | 13.280 s | 54.216 km/h |       |
| 6    | Fabiana Branizal | URU Uruguai   | 14.834 s | 48.537 km/h |       |

### Semifinal
As quatro ciclistas classificadas foram divididas em duas chaves com duas ciclistas cada. A fase consistiu de duas corridas sobre a pista, havendo uma terceira em caso de empate. As vencedoras avançaram a final e as perdedoras para a disputa pelo bronze.
| Bateria | Pos.            | Ciclista      | Ciclista | Corrida 1 | Corrida 2 | Corrida 3 |
| ------- | --------------- | ------------- | -------- | --------- | --------- | --------- |
| SF 1    |                 |               |          |           |           |           |
| 1       | Lisandra Guerra | CUB Cuba      | 12.385 s | 12.025 s  |           |           |
| 2       | Angie González  | VEN Venezuela |          |           |           |           |
| SF 2    |                 |               |          |           |           |           |
| 1       | Diana García    | COL Colômbia  | 12.562 s | 12.268 s  |           |           |
| 2       | Arianna Herrera | CUB Cuba      |          |           |           |           |

### Disputa pelo bronze
A disputa pela medalha de bronze consistiu de uma melhor-de-três coridas.
| Pos. | Ciclista        | Ciclista      | Corrida 1 | Corrida 2 | Corrida 3 |
| ---- | --------------- | ------------- | --------- | --------- | --------- |
| 3    | Arianna Herrera | CUB Cuba      | 12.502 s  |           | 12.771 s  |
| 4    | Angie González  | VEN Venezuela |           | 12.590 s  | DSQ       |

### Final
A final consistiu de uma melhor-de-três coridas.
| Pos. | Ciclista        | Ciclista     | Corrida 1 | Corrida 2 | Corrida 3 |
| ---- | --------------- | ------------ | --------- | --------- | --------- |
| 1    | Diana García    | COL Colômbia |           | 12.125 s  | 12.153 s  |
| 2    | Lisandra Guerra | CUB Cuba     | 11.920 s  | DSQ       |           |

## Classificação final
| Pos.              | Ciclista         | CON           |
| ----------------- | ---------------- | ------------- |
| Medalha de ouro   | Diana García     | COL Colômbia  |
| Medalha de prata  | Lisandra Guerra  | CUB Cuba      |
| Medalha de bronze | Arianna Herrera  | CUB Cuba      |
| 4                 | Angie González   | VEN Venezuela |
| 5                 | Cristina Greve   | ARG Argentina |
| 6                 | Fabiana Branizal | URU Uruguai   |